# 小宮町 (大阪市)
小宮町（こみやちょう）は大阪府大阪市天王寺区の町名。丁番を持たない単独町名である。

## 地理
地域内には「グラン・フェルティ夕陽ヶ丘」や「夕陽丘イクス」といった都市型高級マンションや天理教大阪教務支庁がある。

### 住宅団地再開発
2008年より市営住宅の建替とそれに伴う周辺の再開発を軸とした「小宮住宅団地再生プロジェクト」が進行中である。

## 歴史
元は天王寺村大字天王寺の小字。明治33年に天王寺小宮町、大正14年に現在の町名になる。かつては桃林の景勝地だったが明治末期に大阪市電の開通を機に住宅地化していった。太平洋戦争による空襲で罹災したが、戦後の昭和23年に市営小宮住宅が造成された。1980年代までは邸宅街であったが、再開発により2棟の大型マンションが建ち、小宮町プロジェクトでさらに4棟増える予定である。

## 世帯数と人口
2019年（平成31年）3月31日現在の世帯数と人口は以下の通りである。
| 町名   | 世帯数  | 人口    |
| ------ | ------- | ------- |
| 小宮町 | 673世帯 | 1,662人 |

### 人口の変遷
国勢調査による人口の推移。
| 1995年（平成7年）  | 1,015人 | [ 5 ] |  |
| 2000年（平成12年） | 1,085人 | [ 6 ] |  |
| 2005年（平成17年） | 1,099人 | [ 7 ] |  |
| 2010年（平成22年） | 622人   | [ 8 ] |  |
| 2015年（平成27年） | 1,695人 | [ 9 ] |  |

### 世帯数の変遷
国勢調査による世帯数の推移。
| 1995年（平成7年）  | 373世帯 | [ 5 ] |  |
| 2000年（平成12年） | 421世帯 | [ 6 ] |  |
| 2005年（平成17年） | 446世帯 | [ 7 ] |  |
| 2010年（平成22年） | 233世帯 | [ 8 ] |  |
| 2015年（平成27年） | 686世帯 | [ 9 ] |  |

## 事業所
2016年（平成28年）現在の経済センサス調査による事業所数と従業員数は以下の通りである。
| 町名   | 事業所数 | 従業員数 |
| ------ | -------- | -------- |
| 小宮町 | 30事業所 | 99人     |

## 教育機関
- 大阪市立夕陽丘中学校
- 大阪市立五条小学校

## 出身・ゆかりのある人物
- 木村彦右衛門（薬学者、薬種商）- 大阪薬学専門学校校長

## その他

### 郵便番号
- 543-0036[3]（集配局：天王寺郵便局[11]）